# Campo del Cielo

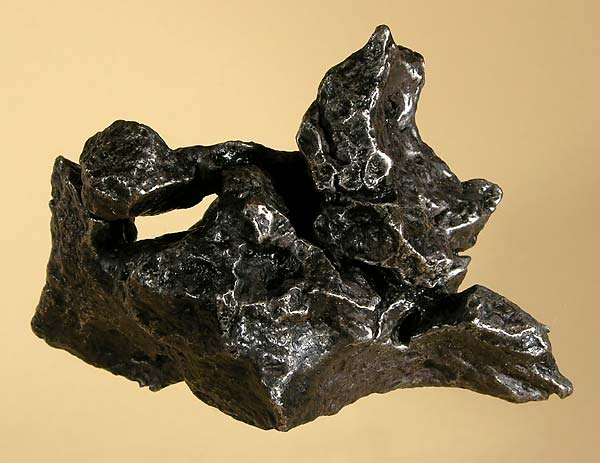
Fragmento de Campo del Cielo

Campo del Cielo (en los idiomas aborígenes: qom: Pingüen N'onaxa o Pingüen Nunralta; wichí: Otumpa) es la denominación de una extensa región del norte de la Argentina ubicada en el Chaco Austral, actualmente en el límite entre las provincias del Chaco y Santiago del Estero, en la cual hace aproximadamente 4000 años impactó una lluvia de meteoritos metálicos resultantes de la explosión en la atmósfera de un asteroide de alrededor de 840 000 kg.
«Campo del Cielo» es el nombre de la dispersión meteórica, mientras que cada espécimen importante que la conforma está individualizado con un nombre propio.
Uno de los fragmentos de dicha lluvia es conocido como el meteorito El Chaco y es el tercero más pesado del mundo, aun así su peso no puede determinarse con precisión, ya que fue registrado en dos ocasiones con una sustancial diferencia: 33.400 kg (1980) y 37.000 kg. (1990), pero en 2016 después de su pesaje dio 28.840 kg (menos de lo que se esperaba).

## Ubicación
Campo del Cielo es una extensa región de Argentina ubicada en el Chaco Austral, más exactamente en los confines entre las provincias de Chaco, Santiago del Estero y el extremo noroeste de la provincia de Santa Fe. Su nombre proviene de una "lluvia" de meteoritos acaecida hace unos 4000 años ya durante el holoceno medio. El área (con límites naturales imprecisos) de Campo del Cielo es de aproximadamente 20 000 km².
Aunque el área de (en donde a inicios del presente siglo se ha inaugurado un Monumento y Reserva Natural) la dispersión de este "evento" meteorítico ha sido territorialmente mucho mayor, por ejemplo: la localidad santiagueña de Aerolito se encuentra en las coordenadas 27°14′S 62°18′O / -27.233, -62.300 unos 20 kilómetros al nornoroeste de la población de Otumpa; la también localidad santiagueña de Campo del Cielo se ubica en las coordenadas 27°50′S 61°49′O / -27.833, -61.817, la propia población santiagueña de Otumpa está en las 27°19′S 62°14′O / -27.317, -62.233, la localidad de Pozo del Toba en las coordenadas: 27°56′S 62°01′O / -27.933, -62.017; mientras que el curioso sistema de depresiones del sudeste santiagueño en cuyo fondo se ubican hoy lagunas estacionales como las de Los Cisnes (28°14′S 62°22′O / -28.233, -62.367 ), Salada (28°08′S 62°17′O / -28.133, -62.283) y Los Cachitos (28°03′S 62°09′O / -28.050, -62.150); cuando no se tratan de cráteres meteoríticos anegados y semicolmatados por sales, evidencian la reactivación de una falla debida al impacto meteorítico del Campo del Cielo.

## Cráteres
Las características de esta lluvia meteorítica son bastante singulares. La mayoría de los cráteres conocidos hasta el presente son del tipo cono oblicuo de penetración, en donde el meteorito ha impactado en ángulo rasante (menor a los 10°). Estos cráteres son elípticos, y la mayor densidad de los mismos está en la zona fronteriza de las provincias de Santiago del Estero y Chaco, hay también unos pocos cráteres de explosión en los que el impacto de los meteoritos ha sido casi en ángulo recto por lo que el objeto ha estallado y se ha vaporizado, dejando como huellas cráteres circulares, y cráteres de rebote es decir aquellos formados por meteoritos que han entrado muy tangencialmente (casi en 180°) por lo que el objeto ha rebotado y ha quedado en la superficie. De esta clase sería el Mesón de Fierro.

### Cráter mayor del Campo del Cielo
Es el lugar geográfico de la presencia de un impacto meteórico, formando un astroblema, en Argentina, cerca de la localidad chaqueña de Chorotis, en el límite entre las provincia del Chaco y de Santiago del Estero, 800 km al nornoroeste de Buenos Aires.
Tiene 50 m de diámetro y su edad se estima en algo menor a 4 milenios, en el Holoceno. El cráter está a la intemperie. 
- Coordenadas: 27°38′00″S 61°42′00″O / -27.63333, -61.70000.
- Altitud: 71 m s. n. m.

El meteorito El Chaco ingresó con ángulo de 9° respecto al horizonte dejando un cráter elíptico por cono de penetración, tal cráter tiene un túnel de unos 16 m quedando enterrado el objeto a 5,5 m de profundidad. La altura del meteorito es de 2,2 m.
| Nombre                                     | Masa (ton) | Año de descubrimiento   |
| ------------------------------------------ | ---------- | ----------------------- |
| Mesón de Fierro (u, Otumpa [desaparecido]) | 15         | 1576                    |
| Runa Pocito (u Otumpa II)                  | 0,8        | 1803                    |
| el Toba                                    | 4,21       | 1923                    |
| el Hacha                                   | 0,025      | 1924                    |
| el Mocoví                                  | 0,732      | 1925                    |
| el Tonocote                                | 0,85       | 1931                    |
| el Abipón                                  | 0,46       | 1936                    |
| el Mataco                                  | 1          | 1937                    |
| el Taco                                    | 2          | 1962                    |
| la Perdida                                 | 1,53       | 1965                    |
| las Víboras                                | 3,12       | 1967                    |
| el Chaco                                   | 28,84      | 1969 (extraído en 1980) |
| Tañigó II (desaparecido)                   | 10         | 1997                    |
| la Sorpresa                                | 14,875     | 2005                    |
| el Wichí o Meteorito Santiagueño           | 7,85       | 2006                    |
| el Gancedo                                 | 30         | 2016                    |

### Composición
Los meteoritos Campo del Cielo son del tipo meteorito metálico clasificados estructuralmente como octaedrita del grupo IAB. Se componen de hierro (92,9%), níquel (6,67%), cobalto (0,43%), fósforo (0,25%) y otros elementos como el galio (87 ppm), germanio (407 ppm) e iridio (3.6 ppm).

## Impacto aborigen
El territorio fue considerado sagrado por las antiguas etnias y éste era uno de los motivos principales de que hasta los años 1920 se hallaba casi despoblado de seres humanos.

### Mito qom
El mito qom consideró que las "rocas" (aerolitos) eran gotas del sudor del sol; de este modo se les rendía culto diciéndose que cuando amanecía en días despejados se transformaban en erectos troncos de árboles (parece haber aquí, en la estructura de este mito, la noción de una fertilización de la Tierra a partir de eventos solares), igualmente los qom y etnias vecinas como las de los mokoit y abipones suponían al área del Campo del Cielo como un sitio en el cual se encontraban íntimamente la Tierra y el Sol, y homológicamente, lo terrestre y lo celestial, lo común y lo divino.

### Mito wichi
El mito wichí difería, quizás porque los wichi no fueron testigos directos de la lluvia meteórica y conocieron el mito de parte de sus vecinos, transformándolo acorde a su sistema de creencias. Para los wichis la lluvia meteórica había ocurrido cuando los yaguares atacaron a la luna, quitándole algunos pedazos. Aunque menos perceptible, también en este mito parece haber una referencia a la fertilización de la Tierra, en este caso a partir de los efectos de la luna. Otra explicación para la diferencia entre los mitos qom y wichi puede haberse debido a que los ancestros de los qom al hallarse en el sitio más próximo de la lluvia meteórica percibieron a los aerolitos como objetos grandes y de un color y brillo semejantes a los del sol, mientras que los wichi habrían visto una gran lluvia de "estrellas fugaces" de un color "plateado" semejante al de la luna.

## Exploraciones

### Exploraciones españolas
Apenas llegados los españoles a la región del Tucumán les llamó la atención encontrar entre las etnias chaqueñas armas (puñales, puntas de flechas y boleadoras) confeccionadas con hierro. Esto motivó que en 1576 el gobernador Gonzalo de Abreu y Figueroa enviara una expedición comandada por Hernán Mejía de Mirabal en busca de la supuesta "gran mina de hierro y otros metales" que se encontraba en el Chaco Austral, esta expedición apenas parece haber encontrado algunos trozos poco importantes de hierro meteórico, y un gran objeto que brillaba al sol "como si fuera de plata", a partir de entonces se habló del peñol (bloque) de fierro o minero de fierro y una mina de plata en la zona.
La idea de la existencia de una mina de plata en el Chaco Austral motivó que en 1774 se dirigiera desde la ciudad de Santiago del Estero a la zona una expedición al mando de Bartolomé Francisco de Maguna quien al parecer observó el peñol al cual estimó de 500 quintales (22.500 kg) y también le creyó un afloramiento de plata. A esta expedición le siguió la comandada por el Capitán Melchor Miguel Costas, quien midió el "peñol" ponderándole, en la parte visible, de 4 m de largo y 2 m de ancho. 
En 1776 el capitán Francisco de Serra y Canals comandó una expedición que encontró un planchón de metal cuyo peso fue estimado en unas 23 toneladas. Se sacaron algunas muestras del mismo, las cuales resultaron ser de "fierro de muy particular calidad".
En 1779 el primer virrey del Río de la Plata, Pedro de Cevallos, ante los requisitos que había de hierro, envió una expedición al mando de Francisco de Ibarra que partiendo de Matará encontró un objeto metálico al cual llamó planchón o mesón de fierro. Las mediciones que hizo dieron para el objeto las siguientes dimensiones: 3,89 m de longitud, 1,85 de ancho y una altura máxima de 1,36 m. En la expedición de Ibarra revistaron el Capitán de Melchor Miguel Costas, quien escribió un muy interesante diario de la misma, y su hermano Benito Costas.
En 1783 siendo virrey Juan José de Vértiz y Salcedo, el gobernador del Tucumán Jerónimo Matorras envió una nueva expedición en busca de lo que se suponía era una gigantesca montaña de hierro y plata sepultada bajo la tierra del Chaco. Al mando de tal expedición se encontraba el marino Miguel Rubín de Celis, siendo agrimensor de la misma Francisco Gabino Arias. La expedición reencontró al Mesón de Fierro, el cual fue dibujado por Pedro Antonio Cerviño, pero cuando se trató de fraccionar al meteorito con cargas de pólvora lo único que se logró fue hundirle bajo la tierra. Según el informe de Rubin de Célis ese meteorito se encontraba en la latitud de los 27º28' Sur (la longitud dada era imprecisa al parecer debido a las dificultades que presentaba una medición con los instrumentos de la época).
En 1803 una expedición al mando de Diego Bravo de Rueda intentó hallar el Mesón de Fierro encontrando en cambio un meteorito de 1 t en la zona de Runa Pocito, por lo que el objeto fue llamado así (el "Runa Pocito" actualmente está en Inglaterra).

### Exploraciones argentinas

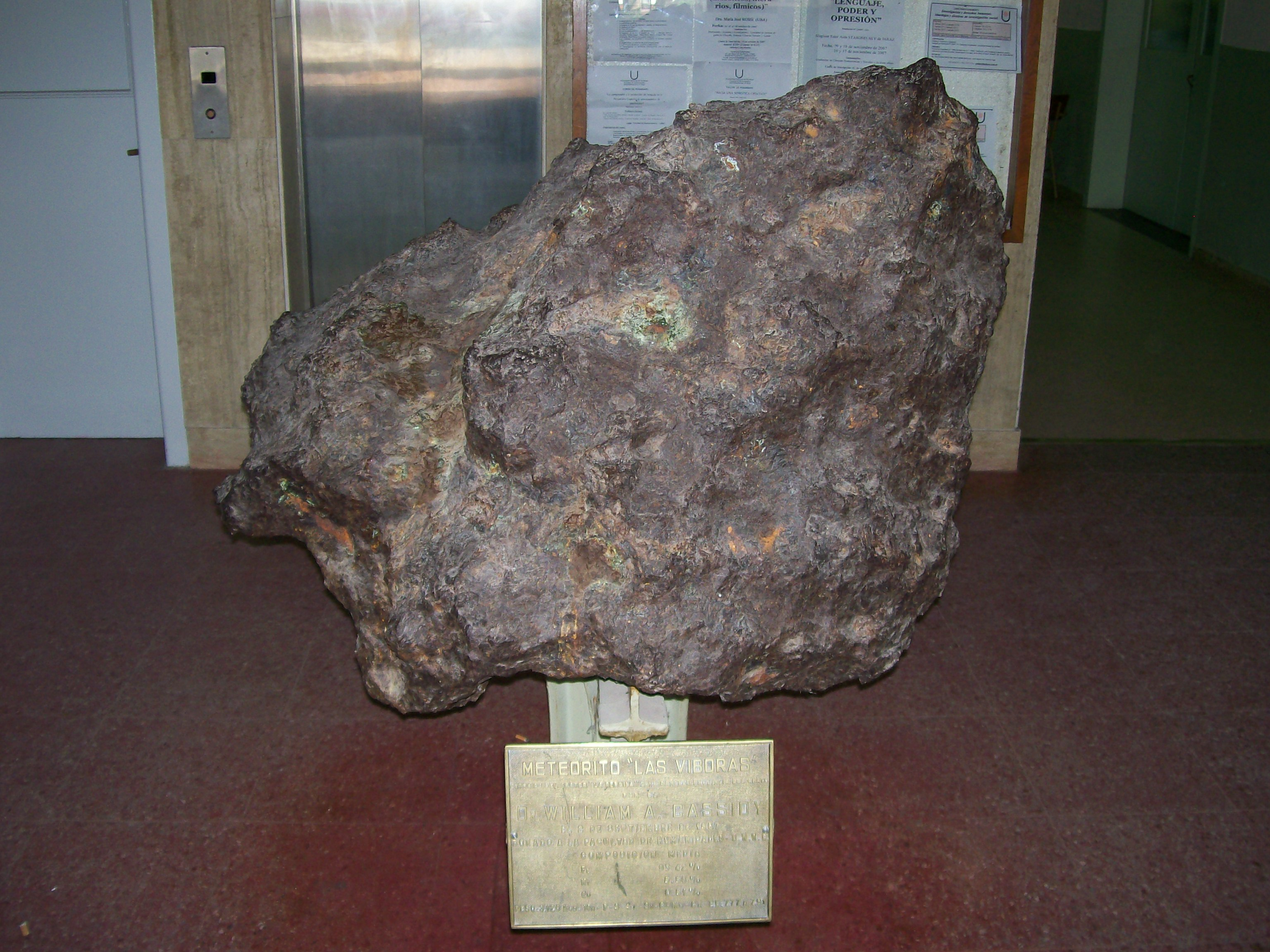
Meteorito "Las Víboras" encontrado en Campo del Cielo, provincia del Chaco, Argentina. Fue donado por William S. Cassidy, investigador que lideró la investigación en la zona, Facultad de Humanidades de la Universidad Nacional del Nordeste (Resistencia, Chaco, Argentina), donde es exhibido de forma permanente.

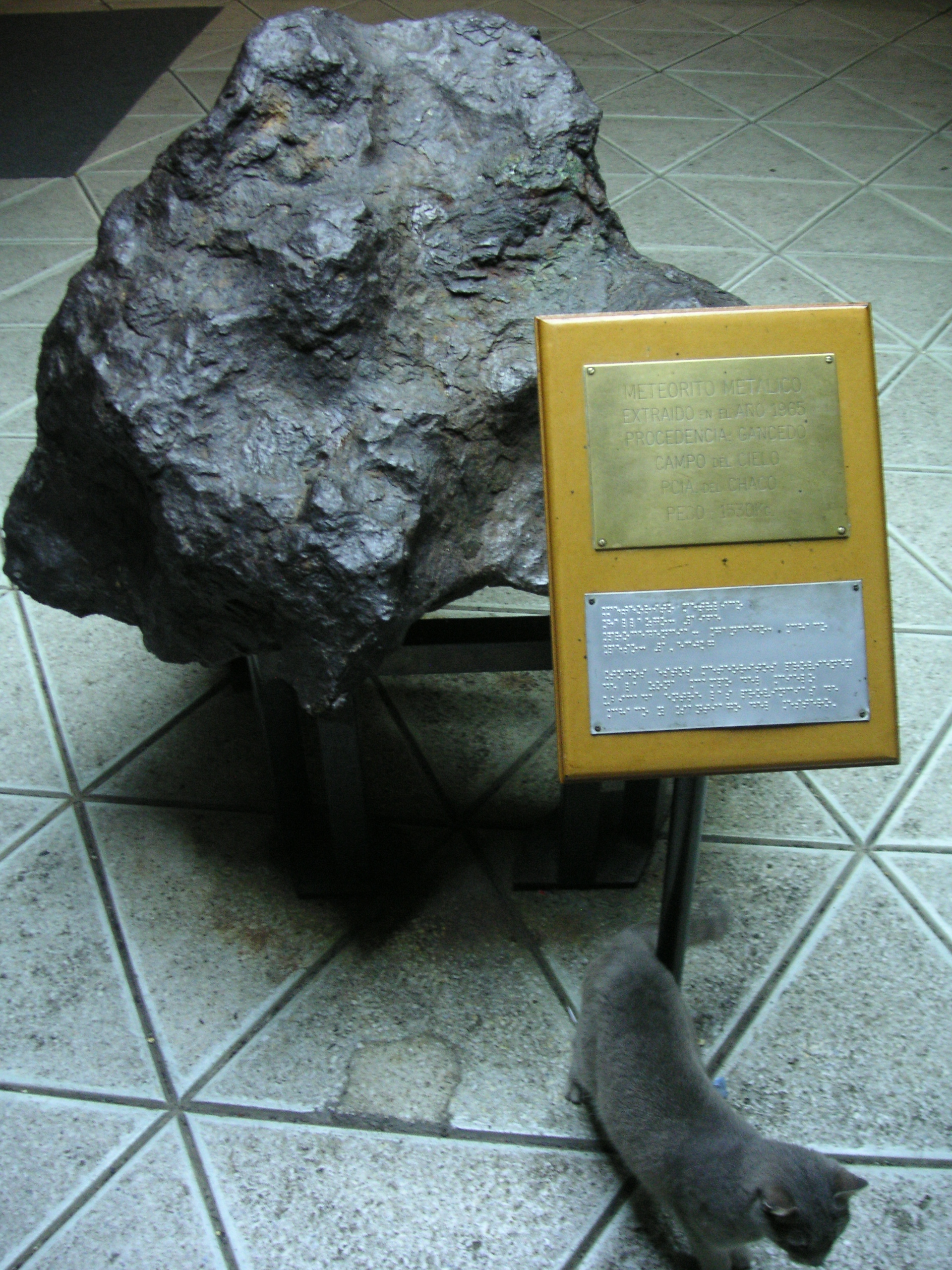
"La Perdida", fragmento, 1530 kg

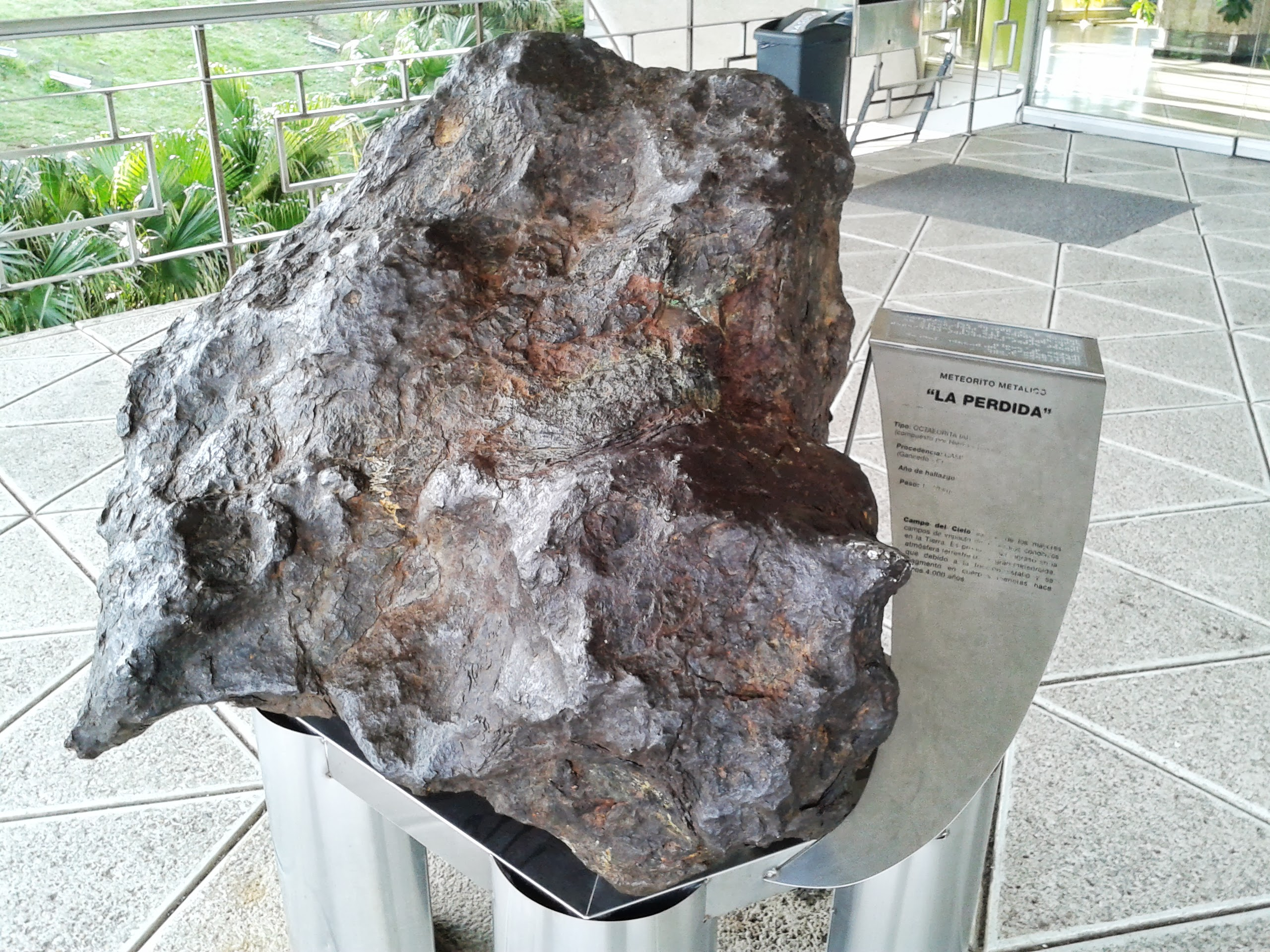
Meteorito metálico "La Perdida" expuesto en la explanada de acceso al Planetario de la Ciudad de Buenos Aires "Galileo Galilei", cuya procedencia es "Campo del Cielo", en cercanías de la ciudad de Gancedo, en la provincia del Chaco, Argentina. Fue hallado en el año 1965 y el peso es de 1530 kg. Octaedrita IAB (composición hierro y níquel).

En 1811 el primer gobierno de la actual Argentina envió una pequeña fuerza militar para buscar al perdido "Mesón de Fierro" y obtener así metal para fabricar armas. No se sabe si esta expedición llegó a redescubrir el "Mesón de Fierro" (que se supone es el meteorito principal) o algún otro, pero lo cierto es que se logró obtener suficiente hierro como para fabricar varios fusiles y otras armas; en 1816 Esteban de Luca utilizó tal material y preconizó la realización de nuevas expediciones.
Tras esto se perdieron los rastros del "Mesón de Fierro", aunque se encontraron (y se siguen encontrando) grandes bloques meteoríticos, como los llamados El Chaco (1998 kg; 3090 kg, sumando fragmentos en el cráter), el Toba (4210 kg), el Mataco (998 kg),el Mocoví (732 kg), el Abipón, "Las Víboras", "El Taco", "El Wichí", "La Sorpresa", entre otros, diseminados en el territorio.
Entre 1880 y 1900 hubo varias expediciones militares argentinas en busca del Mesón de Fierro que resultaron infructuosas. Por esos años, el gobierno de Santiago del Estero estableció una recompensa para quien o quienes redescubrieran el "Mesón de Fierro" pero el resultado ha sido infructuoso.
En 1923 el leñador Manuel Castilla descubrió en el paraje de Santiago del Estero llamado «Campo El Rosario» un meteorito de 4210 kg, que ha sido llamado El Toba.
En 1969 en el paraje las Víboras,15 km al sur de la localidad chaqueña de Gancedo considerada el epicentro de la lluvia meteórica, un lugareño llamado Raúl Gómez encontró un cráter, el cual fue excavado por el Dr. William Cassidy encontrando un inmenso meteorito, el cual fue extraído recién en 1980 por la Fuerza Aérea Argentina en plena dictadura militar y bautizado «Chaco». Fue pesado en una balanza comercial del pueblo de Gancedo dando 33,4 toneladas. En 1990, en un intento de llevarse ilegalmente el meteorito, sacarlo del país y venderlo del exterior, fue izado por una grúa, la cual registró su peso en 37.000 kg. Este intento fue frustrado por la policía local, y el meteorito se ha restaurado a su lugar original.
Se han descubierto oficialmente 27 cráteres con sus correspondientes meteoritos. Respecto al Mesón de Fierro, poco se sabe de su paradero. Algunos sospechan que fue saqueado y llevado fuera del país, mientras que otros estudiosos insisten que continúa enterrado en la maraña chaqueña, a la espera de quien merezca encontrarlo.
En la actualidad la tendencia oficial es la de mantener los meteoritos de Campo del Cielo in situ o -en su defecto- transportarlos a las localidades más próximas a la zona en que se les ha hallado.
A inicios de este siglo el gobierno de la provincia del Chaco ha creado cerca de la localidad de Gancedo el Parque Provincial Pigüem N´onaxa, donde todos los años, desde 2005, se realiza la Fiesta Nacional del Meteorito.

## Estudios especializados en el tema
Entre los estudios especializados, en el territorio chaqueño se encuentra La Asociación Chaqueña de Astronomía (ACHA). Esta asociación civil sin fines de lucro ha dedicado gran parte de su trayectoria al estudio y análisis de la zona de impacto conocida como Campo del Cielo.
Nace como la continuidad del “Club de Astronomía Halley”, creado en 1985 con motivo del paso del Cometa Halley en 1986. Consideran que su labor es continuidad de la llevada adelante, entre otros, por especialistas como William Cassidy. Sus principales objetivos son promover la astronomía, facilitar el intercambio de conocimientos y coordinar labores de investigación. Publicar los resultados de sus investigaciones o trabajos de campo.
En el año 2016, el equipo de ACHA coordinó las tareas en el cráter 27 en Campo del Cielo, que dieron finalmente como resultado la extracción de El Gancedo, meteorito que pesa más de 30 toneladas y es considerado uno de los más grandes meteoritos caídos y encontrados. Desde su conformación, la asociación, ha bregado por la salvaguarda de este bien cultural generando espacios de divulgación, colaborando con centros que exhiben fragmentos de meteoritos, como el Centro de Interpretación “Campo del Cielo”, e incluso denunciando la extracción y el tráfico ilícito de estos meteoritos.
También se han realizado investigaciones desde una óptica que recupera la voz de los pobladores y con las herramientas que brindan la antropología, la etnografía y la astronomía cultural: el Instituto de Ciencias Antropológicas (ICA) - Universidad de Buenos Aires es uno de los principales centros de investigación que aportan en este sentido.  A partir del trabajo de campo, en comunidades indígenas, y contrastando con fuentes documentales, miembros del equipo del ICA investigan los conocimientos y prácticas de estos grupos en relación con los meteoritos y como se vinculan, piensan y construyen ideas sobre el cielo.